# Самохрани родитељ
Самохрани родитељ је појам који се односи на околност када се један од родитеља, из објективних или субјективних разлога, сам брине за своје дете или децу. У објективне разлоге спадају смрт брачног партнера, поверавање детета (деце) једном од родитеља на бригу и старање након развода, болест партнера, дуже одсуство због издржавања казне, војне службе и сл. У субјективне разлоге убрајају се околности рођења детета ван брака или вештачка оплодња жене под условом да је отац непознат. Околност да се само један од родитеља стара о потомству може бити отежавајућа само у случајевима кад један од родитеља, иако за то има могућности, одбија да финансијски и на други начин учествује у издржавању и васпитању детета. У неким земљама, у недостатку државне бриге и помоћи, самохрани родитељи организују своја удружења.